# Шарлот Бронте
Шарлот Бронте (на английски: Charlotte Brontë, произнасяно на английски като /ˈbrɒnti/, обикновено произнасяно на съвременен английски като /ˈbrɒnteɪ/) е английска писателка и поетеса, най-голямата от три сестри, също писателки (Ан Бронте и Емили Бронте). Творбите ѝ се превръщат в класика в английската литература, като най-популярната от тях е романът „Джейн Еър“ (Jane Eyre).

## Биография

### Детство и образование
Шарлот Бронте е родена на 21 април 1816 г. в Торнтън, западно от Брадфорд в Йоркшър, Англия. Тя е третото от шестте деца на Мария и Патрик Бронте, който е ирландски пастор. През 1820 г. семейството се мести в Хауърт, Северна Англия, където бащата става англикански свещеник. Майката Мария умира от рак на 15 септември 1821 г., оставяйки пет дъщери – Мария, Елизабет, Шарлот, Емили и Ан, и един син – Брануел. Грижите за децата са поверени на нейната сестра Елизабет Брануел.
През август 1824 г. бащата Патрик Бронте изпраща Шарлот, Емили, Мария и Елизабет в девическо училище в Кован Бридж в Ланкашир. По-късно Шарлот споделя, че това училище е нанесло огромни щети върху нейното психическо и физическо здраве. Две от сестрите умират от туберкулоза в училището през юни 1825 г. Това са Мария (родена 1814 г.) и Елизабет (родена 1815 г.) След смъртта на двете най-големи сестри, бащата отстранява Шарлот и Емили от училището. В творбата си „Джейн Еър“ Шарлот използва посещаваното от нея училище като прототип за училището, описано в книгата.
Във фамилното си жилище в Хауърт Шарлот се държи като приятелка и майка с по-малките си сестри и брат. Оцелелите членове на семейството създават свой въображаем свят и започват хронологично да описват живота и преживяванията на обитателите на техните измислени кралства. Шарлот и Брануел написват истории за измислената от тях страна – Ангрия. Сестрите им Ан и Емили пишат поеми за своята – Гондал. Историите, които написват, са сложни и заплетени и са записани в незавършени ръкописи. Интересът, който самите те проявяват в детството и юношеството си към този тип истории, ги подготвя за тяхното литературно бъдеще.
Между 1831 и 1832 г. продължава своето обучение в Мирфилд, където среща Елън Нъси и Мари Тайло. Те се превръщат в нейни приятели, с които тя поддържа връзка цял живот. През 1833 г. написва „Зеленото джудже“, използвайки името Уелсли. От 1835 до 1838 г. работи като учителка. През 1839 г. поема първата от многото позиции на гувернантка на семействата в Йоркшър. От май до юли 1839 г. е наета от семейство Сигуиг и работи в тяхната лятна резиденция в Лодърсдейл, където едно от децата, за което се грижи, запраща по нея Библията, което я вдъхновява за частта в „Джейн Еър“, където Джон Рийд хвърля по младата Джейн книга.
През 1842 г. Емили и Шарлот пътуват до Брюксел, за да се запишат в пансиона, управляван от Константин Хегер и неговата съпруга. Шарлот изучава английски, а Емили – музика. Тяхното пребиваване в училището е прекъснато от смъртта на тяхната леля през октомври 1842 г. Шарлот се завръща сама в Брюксел през януари 1843 г. и поема поста на учител в училището. Нейното второ пребиваване в Брюксел не е особено щастливо. Тя изпитва носталгия към дома и се завръща в него през януари 1844 г. Тя използва престоя си в Брюксел като вдъхновение за някои събития в свои бъдещи творби.

### Първа публикация
През май 1846 г. сестрите Бронте сами финансират публикуването на сборник със свои творби, които подписват с псевдонимите на „братя Карър (Шарлот), Елис (Емили) и Ектън (Ан) Бел“. За избора на псевдоними вместо истински имена, обяснение може да се открие у Шарлот. Тя смята, че ако са използвали истинските си имена, това щяло да породи предразсъдъци у издателите и читателите и никой нямало да ги приеме насериозно, просто защото са жени. Ако знаели, щели автоматично да нарекат стила им на писане „женски“.

### „Джейн Еър“
Първото произведение на Шарлот – „Професорът“ – не си намира издател, въпреки че получава окуражителен отговор от издателство, което проявява интерес към нейната по-нататъшна работа. По това време издаделите смятали, че Шарлот е всъщност Карър Бел. След неиздадения ръкопис, Шарлот изпратила завършеното си издание на „Джейн Еър“, което било публикувано шест седмици по-късно с оригинално заглавие „Jane Eyre: An Autobiography“.

### Обществена дейност
Като се имат предвид успешните творби на Шарлот, тя била подтикната от своя издател да прави чести посещения на Лондон и да разкрие своята истинска самоличност. Тя станала важна част от социалните кръгове, превърнала се в приятелка на Хариет Мартинеу и Елизабет Гаскел и се запознала с Уилям Макърпийс Тракърей и Х. Луис. Тя никога не напуснала Хауърт за повече от няколко седмици и в никакъв случай не искала да бъде далеч от нейния вече възрастен баща. Анн Изабел Тракърей Ричи описва едно от посещенията на Шарлот при нейния баща. Шарлот влизала тихо, спокойно, със сериозно изражение. Моментът на срещата, тя определя като спиращ дъха, заради емоционалността, която се носела във въздуха.

### „Шърли“ и тежки загуби
През 1848 г. Шарлот започва работа върху своя втори роман – „Шърли“. Той е само частично завършен, когато семейство Бронте преживява загубата на трима от членовете си в рамките на 8 месеца. През септември 1848 г. Брануел умира от хроничен бронхит и цялостно изтощение на тялото, причинени от прекомерна употреба на алкохол. Шарлот смята, че нейният брат е умрял от туберкулоза. Той е обвинен в пристрастяване и към опиум и злоупотреба с лауданум. Малко след погребението на Брануел Емили Бронте се разболява изключително тежко. Умира от белодробна туберкулоза през декември същата година. Ан умира от същото заболяване през май 1849 г. През този период Шарлот е напълно неспособна да твори.
След смъртта на Ан тя възобновява своята писателска дейност и я използва като начин да се справи със скръбта си. Така се появява „Шърли“. Романът се занимава с темата за индустриалните неволи и ролята на жената в обществото. Публикуван е през октомври 1849 г. За разлика от „Джейн Еър“, която е писана от първо лице, повествованието в „Шърли“ се извършва през страничен наблюдател, тоест от трето лице. В него липсва емоционалността на първата творба на Шарлот. Критиците намират „Шърли“ за доста по-малко скандален. Шарлот се противопоставя на препубликуването на втория роман на сестра си Ан, която се отразява върху популярността ѝ. Този въпрос остава спорен в последвалите биографии на Шарлот.

### „Вийет“
Третият роман на Шарлот Бронте е публикуван през 1853 г. Възниква темата за изолацията и за вътрешния конфликт, предизвикат от социалната репресия на индивидуалното желание. Главният персонаж – Луси Сноу, пътува в чужбина, за да обучава в измисления град Вийет, където тя открива култура и религия, различна от своята, и се влюбва в мъж (Пол Емануел), за когото не може да се омъжи. Героинята се опитва да постигне своята независимост, чрез опита, който натрупва чрез преподаването си. „Вийет“ бележи завръщането на Шарлот към писането от първо лице (в случая от лицето на главния персонаж). Този похват е използван и в „Джейн Еър“. Друга обща черта между двата романа е използването на факти от живота на сестрите Бронте, като вдъхновение за епизоди в романите. Във „Вийет“ тя на практика разказва за времето си прекарано в пансиона в Брюксел. От критиците романът е определен като влиятелен и изтънчен, но и малко грубоват, предвид феминистките елементи в образа на Луси Сноу.

### Брак
Преди публикуването на „Вийет“ Шарлот получава предложение за брак на Артър Бел Никълс, помощник на баща ѝ, който е влюбен в нея от дълго време. Първоначално тя отклонява предложението. Баща ѝ също не е съгласен с този съюз, заради лошото финансово положение на кандидата. Елизабет Гаскел вярва, че този брак би осигурил „чисти и определени задължения“, които са полезни за една жена. Тя съветва Шарлот да помисли върху ползите от този съюз и се опитва да използва връзките си, за да ръководи подобрението на финансовото състояние на Никълс. Междувременно Шарлот започва да изпитва привличане към Никълс и през януари 1854 г. приема неговото предложение за брак. Получават благословията на нейния баща и сключват брак през юни същата година, като прекарват медения си месец в Ирландия.

### Смърт
Шарлот забременява скоро след сватбата си, но нейното здраве бързо се влошава. Тя започва да страда от постоянно гадене, съпроводено с непрекъсната отпадналост. Шарлот умира, заедно с нероденото си дете, на 31 март 1855 г., на 38 години. Като причина за нейната смърт е посочена туберкулозата, но много от нейните биографи предполагат, че тя е починала от дехидратация и недохранване поради повръщането. Те също свидетелстват, че тя може да е страдала от тифус, с който се е заразила от жена от нейното домакинство, починала малко преди нея. Шарлот е погребана в семейния парцел към църквата в родния ѝ град Хауърт. През 1943 г. психоаналитикът Кете Фридландер анализира живота на Бронте в статията си „Шарлот Бронте: Изследване на един мазохистичен характер“.

## За Шарлот Бронте

### „Животът на Шарлот Бронте“
Биографията на Шарлот, написана от нейната приятелка Елизабет Гаскел, е публикувана през 1857 г. Тя е важна стъпка за жените романисти. Написването на биография на писателка от друга писателка е новаторство, което има само позитивни последствия. Тя набляга на тези аспекти, които контрират обвиненията за грубост в творбите на Шарлот. Биографията е откровена на моменти, но премълчава за любовта на Шарлот към Хегер – женен мъж. Тези факти са спестени, за да не нанесат огорчение на бащата, вдовеца и приятелите на Шарлот. Госпожа Гаскел обяснява и неточната информация за Патрик Бронте, за когото се твърди, че не е разрешавал на децата си да ядат месо в детството им. Тя е опровергана от един от дневниците на Емили Бронте. Съществува критика към автобиографията, че е изместила фокуса на изследването от новелите не само на Шарлот, но и на останалите сестри, към личния живот на сестрите, в частност Шарлот.

### Писмата на Хегер
На 29 юли 1913 г. лондонският вестник „Таймс“ публикува четири писма, които Шарлот е написала до Константин Хегер, след напускането на Брюксел през 1844. Написани са на френски, освен един постскрипт на английски. Те разчупват досегашната преобладаваща представа за Шарлот като християнски мъченик и защитник на женските права. Такава представа за нея създават повечето от биографите ѝ, започвайки от тази на Елизабет Гаскел. Писмата показват едностранна кореспонденция. Хегер не им е отговорил. Писмата разказват за любовта ѝ към женен мъж и са интерпретирани по множество различни начини. Писмата се смятат за собствена литературна драматизация и изразяват благодарност.

### Критика на „Джейн Еър“
Известната английска специалистка Катлийн Тилътсън започва своята студия за „Джейн Еър“, като заявява, че това не е роман за съвременния живот в Англия или за един по-ранен период, който хвърля светлина върху съвременния живот на авторката. К. Тилътсън описва също „Джейн Еър“ като „любовна история“, подобна на приказката за Пепеляшка, с тайнствени елементи от приказката за Синята брада; като автобиография, която покрива период от едно „нещастно детство до щастлива женитба“. Други критици подчертават, че по същество романът е силно повлиян от романтичната традиция, която се интересува от преживяванията на ярки личности, и от готическия роман с неговите тайнствени, но все пак обясними случки. Неколцина критици изтъкват също, че по същество „Джейн Еър“ е близък до тъй наречения „роман на изграждането“, който проследява оформянето на даден характер. Интересен факт е, че когато романът се появява, срещу него се чуват и гласове на протест. Списание „Крисчън Римембрънсън“ заявява, че романът пламти от „морално якобинство“. Тази крайна реакция е необяснима за повечето хора от нашето време. С оглед на историческата гледна точка можем да разберем, че той наистина съдържа неща, които са „революционни“. Сред тях на първо място е образът на неговата героиня. Самата идея, че Джейн се влюбва в човек над нейното социално положение, е скандална и революционна. Джейн е силна личност. И силата превръща тази дребна и обикновена жена в привлекателно и желано същество. Едно от забележителните постижения на Шарлот Бронте в „Джейн Еър“ е, че тя успява да оркестрира основните тоналности на произведението – реалистичното и романтичното – по такъв начин, че те да са в съзвучие. Съществува една студия на английския литератор Дейвид Лодж, озаглавена „Огън и Еър: Войната на земните стихии у Ш. Бронте“ (Еър на английски е омофон на думата „въздух“). В нея той разглежда употребата на някои думи от природните стихии в романа (като „огън“, „въздух“, „вода“ и други) и убедително доказва тяхната връзка с основната тема на романа на нивото на ежедневното и познатото, как естествено се преминава от едното към другото, като се запазва тоналността на творбата. Това е още едно доказателство, че Шарлот Бронте не е един неорганизиран спонтанен талант, а творец със съзнание за изискванията на професионалното майсторство.

### „Джейн Еър“ на екрана
Романът „Джейн Еър“ има няколко екранизации. 
- 1934 – Вирджиния Брус и Колин Клав изиграват Джейн Еър и Едуарт Рочестър. Режисьорът е Кристи Кабейн, а филмът излиза в САЩ през август 1934 г.
- 1943 – Лентата е от САЩ. Режисьор е Робърт Стивънсън, а главните роли са изиграни от Орсън Уелс и Джоан Фонтейн.
- 1961 – В главните роли влизат Сали Ан Хоус и Закъри Скот.
- 1970 – Шанса да изиграят ролите имат Сюзън Йорк и Джордж Скот. След три номинации, филмът печели награда. Режисьорът е Делбърт Ман.
- 1983 – Тази екранизация всъщност е минисериал. Получава две престижни награди и е номиниран за още две. Джейн Еър е изиграна от Зела Кларк, а Едуарт Рочестър от Тимъти Долтън. Режисьорът е Робърт Фуест.
- 1996 – Отново в САЩ, Джейн Еър е изиграна от Анна Пакуин (като млада) и Шарлот Гейнсбърг (като възрастна). Главната мъжка роля се играе от Уилям Хърт. Филмът получава престижна награда за дизайна на костюми.
- 1997 – В главните роли се превъплъщават Саманта Мортън и Сиарън Хиндс. Режисьорът е Робърт Йънг.
- 2006 – Нов минисериал, с главни актьори Рут Уилсън и Тоби Стивънс. Режисьорът е Адриан Шерголд. Печели множество награди, сред които и Златен глобус.
- 2011 – Мия Вазиковска и Майкъл Фасбендер изиграват Джейн и мистър Рочестър. Режисьорът е Кери Фукунага. Филмът е номиниран за множество награди, печели седем от тях. Номиниран е за Оскар за дизайна на костюмите.[5]

### Други екранизации
„Шърли“ също получава екранизация. През 1922 г. в САЩ се появява филм с Шарлота Брийз в главната роля. „Вийет“ е екранизиран през 1970 г. в сериал. Главната роля е поета от Джуди Парфит.

### Поредица „Шарлот Бронте“
През 2007 г. писателката Лора Джо Роуланд публикува поредица приключенски романи с героиня Шарлот Бронте.

## Произведения
- „Джейн Еър“ (1847)
- „Шърли“ (1849)
- „Вийет“ (1853)
- „Учителят“ (1857)
- „Прокобата“ (1847)